# KJ Apa
Keneti James «KJ» Fitzgerald Apa (Auckland, 17 de junio de 1997) es un actor neozelandés. Es conocido por interpretar a Kane Jenkins en Shortland Street y a Archie Andrews en la serie Riverdale.

## Biografía

### 1997–2009: primeros años e infancia
Keneti James Fitzgerald Apa nació el 17 de junio de 1997 en la ciudad de Auckland, Nueva Zelanda, donde también vivió su infancia y parte de su adolescencia. Es el tercer hijo de Keneti, quien es de Samoa y Tessa Apa (nacida Callander). Tiene dos hermanas mayores de nombre Arieta y Timēna. También es el sobrino del exjugador y entrenador de rugby, Michael Jones.

### 2010–actualidad: fama y carrera actoral
En 2010, interpretó un solo de guitarra en los Style Pasifika Fashion Awards y obtuvo una beca para la escuela de música de la King's College en Nueva Zelanda. A la edad de catorce años grabó un álbum tocando la guitarra titulado The Third Room. Apa comenzó su carrera en el modelaje y acudió a un casting para el serial televisivo Shortland Street, donde obtuvo el papel de Kane Jenkins, el cual interpretó desde enero de 2014 hasta julio de 2015 para las temporadas 23 y 24. Tras su salida, Apa participó en la miniserie The Cul De Sac y poco después se mudó a Los Ángeles, donde audicionó para la película A Dog's Purpose e interpretó a la versión adolescente de Ethan Montgomery.
El 24 de febrero de 2016, se reveló que Apa había sido elegido para interpretar a Archie Andrews en Riverdale, serie de televisión basada en la historieta de Archie creada por John L. Goldwater. Para interpretar a Archie, el actor tuvo que teñirse de pelirrojo. Su trabajo en la serie le valió una nominación a los Premios Saturn como Mejor Actor Joven en una Serie de Televisión. Protagonizó la película Songbird (2020) con el papel de Nico, un inmune al SARS-CoV-2 que busca reencontrarse con su novia en un mundo azotado por una mutación del COVID-19.

## Vida personal

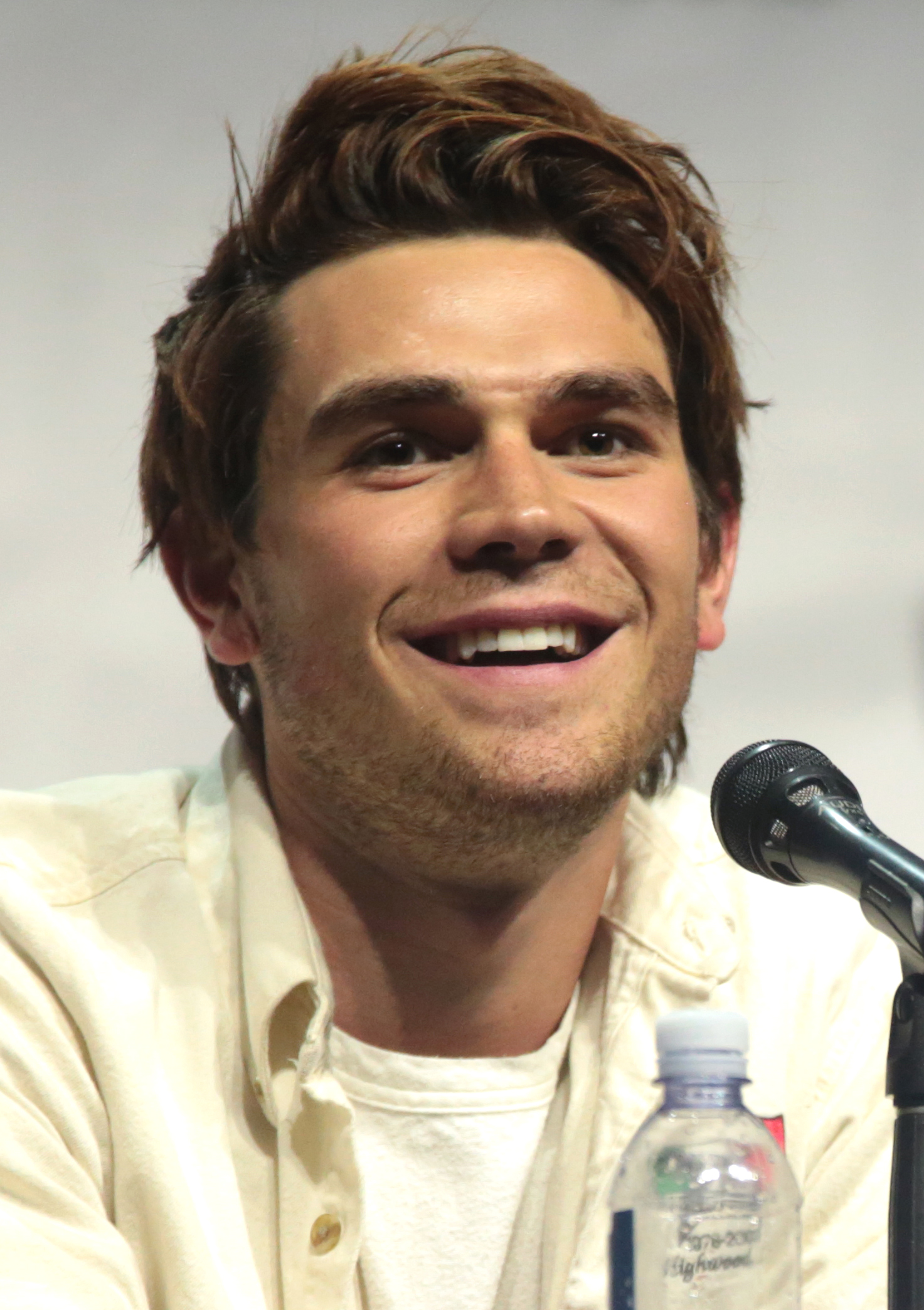
KJ Apa en 2017

Apa estuvo involucrado en un accidente automovilístico menor en Vancouver en septiembre de 2017, pero no sufrió daños cuando el lado del pasajero de su automóvil chocó contra un poste de luz. Según los informes, el evento fue el resultado de que Apa se durmió al volante después de una larga filmación la noche anterior. Apa ha declarado que él es cristiano.
Su pasatiempo favorito es tocar la guitarra, también toca el piano y la batería, además practica skateboarding, fútbol americano, rugby y baile. Apa inició una relación con la modelo Clara Berry en diciembre de 2019. El 19 de mayo de 2021, la pareja anunció que esperaba a su primer hijo. El 23 de septiembre de 2021 nació su hijo, Sasha Vai Keneti Apa.

## Filmografía
| Año  | Título          | Rol                            | Notas |
| ---- | --------------- | ------------------------------ | ----- |
| 2017 | A Dog's Purpose | Ethan Montgomery (adolescente) |       |
| 2018 | The Hate U Give | Chris                          |       |
| 2019 | The Last Summer | Griffin Hourigan               |       |
| 2020 | I Still Believe | Jeremy Camp                    |       |
| 2020 | Dead Reckoning  | Niko                           |       |
| 2020 | Songbird        | Nico                           |       |

| Año       | Título           | Rol                          | Notas                            |
| --------- | ---------------- | ---------------------------- | -------------------------------- |
| 2013–15   | Shortland Street | Kane Jenkins                 | Elenco principal (temps. 23–24)  |
| 2016      | The Cul De Sac   | Jack                         | 6 episodios                      |
| 2017–2023 | Riverdale        | Archie Andrews               | Protagonista, serie de TV The CW |
| 2017–2023 | Riverdale        | Fred Andrews (adolescente)   | 2 episodios                      |
| 2017–2023 | Riverdale        | Archibald Andrews (ancestro) | 1 episodio                       |

## Premios y nominaciones
| Año  | Premiación             | Nominado por    | Categoría                                        | Resultado | Ref.          |
| ---- | ---------------------- | --------------- | ------------------------------------------------ | --------- | ------------- |
| 2017 | Premios Saturn         | Riverdale       | Mejor actor joven en una serie de televisión     | Nominado  | [ 13 ]        |
| 2017 | Premios Saturn         | Riverdale       | Premio al actor revelación                       | Ganador   | [ 13 ]        |
| 2017 | Teen Choice Awards     | Riverdale       | Estrella de televisión revelación                | Nominado  | [ 22 ]        |
| 2018 | MTV Movie & TV Awards  | Riverdale       | Mejor beso (con Camila Mendes)                   | Nominado  | [ 23 ]        |
| 2018 | People's Choice Awards | Riverdale       | La estrella de televisión de drama del 2018      | Nominado  | [ 24 ]        |
| 2018 | Premios Saturn         | Riverdale       | Mejor actor/actriz joven                         | Nominado  | [ 25 ]        |
| 2018 | Teen Choice Awards     | Riverdale       | Mejor actor de televisión de drama               | Nominado  | [ 26 ] [ 27 ] |
| 2018 | Teen Choice Awards     | Riverdale       | Mejor relación de televisión (con Camila Mendes) | Nominado  | [ 26 ] [ 27 ] |
| 2019 | People's Choice Awards | Riverdale       | La estrella masculina de televisión del 2019     | Nominado  | [ 28 ]        |
| 2019 | Teen Choice Awards     | Riverdale       | Mejor actor de televisión de drama               | Nominado  | [ 29 ]        |
| 2019 | Teen Choice Awards     | The Last Summer | Mejor actor de cine del verano                   | Nominado  | [ 29 ]        |
| 2020 | People's Choice Awards | I Still Believe | La estrella de cine de drama del 2020            | Nominado  | [ 30 ]        |